# ГЕС Huílóngqiáo
ГЕС Huílóngqiáo (回龙桥水电站) — гідроелектростанція у центральній частині Китаю в провінції Сичуань. Становить останній ступінь каскаду на річці Mengdonggou, лівій притоці Загунао, котра, своєю чергою, є правою притокою Міньцзян (впадає ліворуч до Дзинші — верхньої течії Янцзи).
У межах проєкту річку перекрили невеликою бетонною греблею, яка спрямовує ресурс до прокладеного через лівобережний гірський масив дериваційного тунелю довжиною понад 7 км. Він транспортує ресурс до наземного машинного залу, розташованого вже на лівому березі Загунао нижче від впадіння Mengdonggou.
Основне обладнання станції становлять дві турбіни потужністю по 25 МВт, які використовують напір у 185 м та забезпечують виробництво 251 млн кВт·год електроенергії на рік.